# 弾道飛行

非常に高い場所から大砲を水平に発射した際の弾の飛行経路。図のうち、AとBがここでいう弾道飛行にあたる。

弾道飛行（だんどうひこう、英: sub-orbital flight）は、大砲の弾のように弧の弾道を描く飛行形態。一般的には、弾道ミサイルや軌道に到達しないロケットの飛行経路を指す言葉として使われる。宇宙開発の分野では宇宙弾道飛行や準軌道飛行と呼ばれることもある (sub-orbital spaceflight)。
ICBMなどの弾道ミサイルの中には、高度1000kmというスペースシャトルの飛行高度（～578km）以上の高さに達するものもあるが、弾道飛行では速度が第一宇宙速度（28,400 km/h）を超えないため、いずれは地表に到達し、地球を回る軌道となることはない。

## 有人弾道飛行
宇宙飛行という観点から見ると、弾道飛行は宇宙空間に到達でき、かつ必要な速度は抑えられるため、最初の目標とされてきた。1961年、アメリカ初の有人宇宙飛行を実現したマーキュリー計画も、当初は16分間の弾道飛行であった。また、2004年にAnsari X Prizeに参戦した民間企業による宇宙船として初めて有人宇宙飛行を実現したスペースシップワンも、高度100km、マッハ3の弾道飛行であった。2010年現在、カーマン・ラインを超える弾道飛行は宇宙旅行の対象となっている。

### BP-190計画
ソビエト連邦で1946年から1947年にかけて接収したV2ロケットを基に有人弾道飛行を実施する計画がロケット技術者のMichael Tikhonravovと化学者のNikolai Chernyshevによって策定され、クレムリンで協議された。
この計画では姿勢制御装置や生命維持装置を装備した与圧式カプセルを備え、カプースチン・ヤール から打ち上げ、高度190kmまで上昇後、カプセルが分離してパラシュートで降下して着地寸前に減速用の逆噴射小型ロケットを使用して軟着陸する予定だった。OKB-1の一員だったM.K.Tihonravovが提案した。この計画にはBP-190の名称が与えられ、1947年に作業に着手して1940年代末から1950年代初頭にかけて国内で入手可能な技術で軌道周回と人工衛星の軌道投入に到達可能な速度の実現可能性を実証した。1950年から1953年にかけてTihonravovのチームはロケットの問題の解決に注力した。セルゲイ・コロリョフは当初、彼らを支援していたものの、有人飛行は時期尚早であるとして後に反対の立場にまわる事になる。同時期OKB-1はR-5の受注を抱えていて有人飛行に着手する余裕が無かった。

### マーキュリー・レッドストーン3号

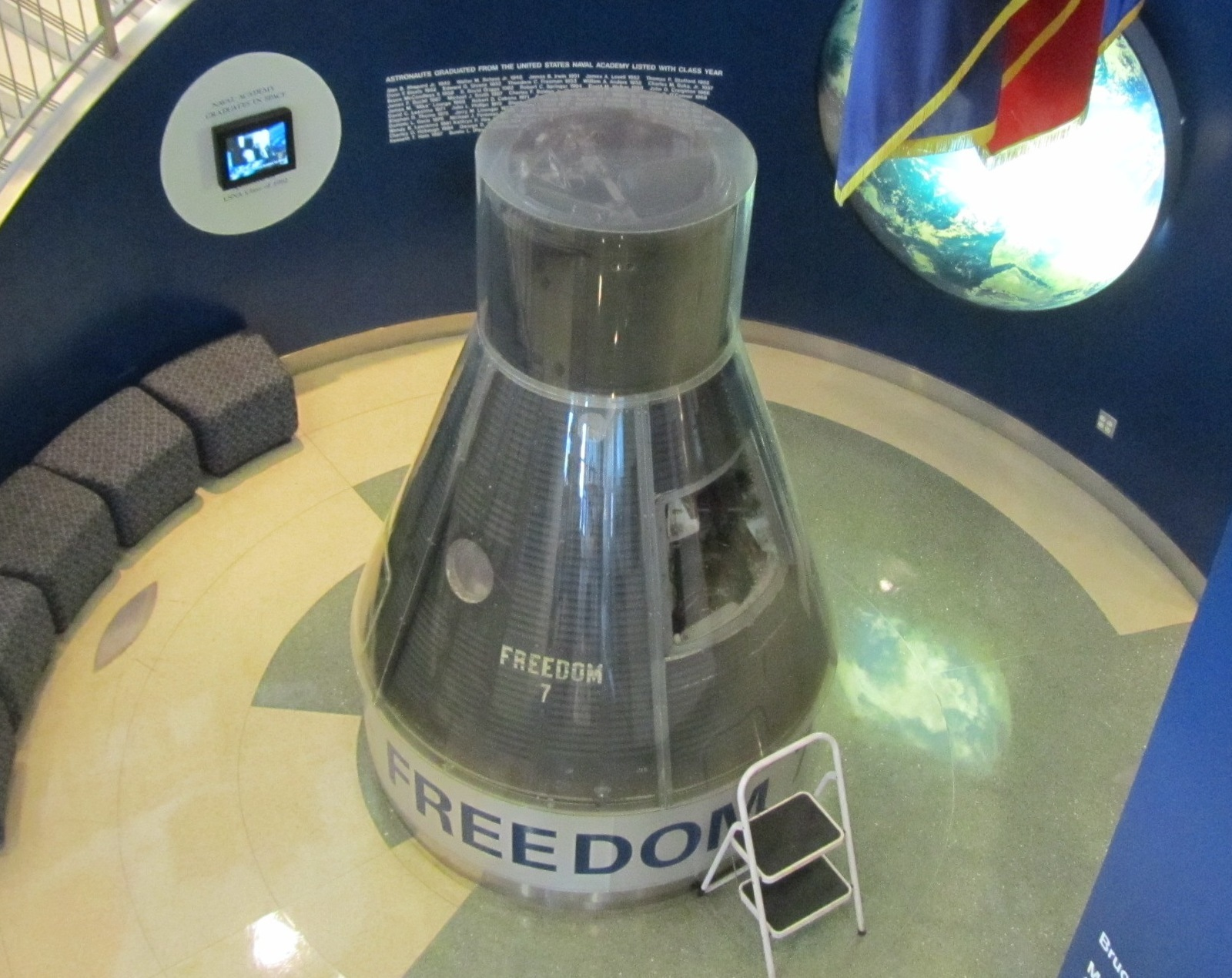
マーキュリー・レッドストーン3号

マーキュリー・レッドストーン3号は、アメリカ航空宇宙局の有人宇宙飛行計画のひとつでマーキュリー計画において最初に打ち上げられた有人機である。コールサインはフリーダム7。1961年5月5日に打ち上げられ、宇宙空間までの弾道飛行に成功した。これは、アメリカ合衆国における初の有人宇宙飛行となった。
マーキュリー・レッドストーン3号は飛行時間15分28秒、最高高度187.42kmの弾道飛行を行い、地上に帰還した。着水地点は射場より487.26km離れた大西洋上であり、アラン・シェパードおよび宇宙船はヘリコプターにより航空母艦レイク・シャンプレインに回収された。

### X-15

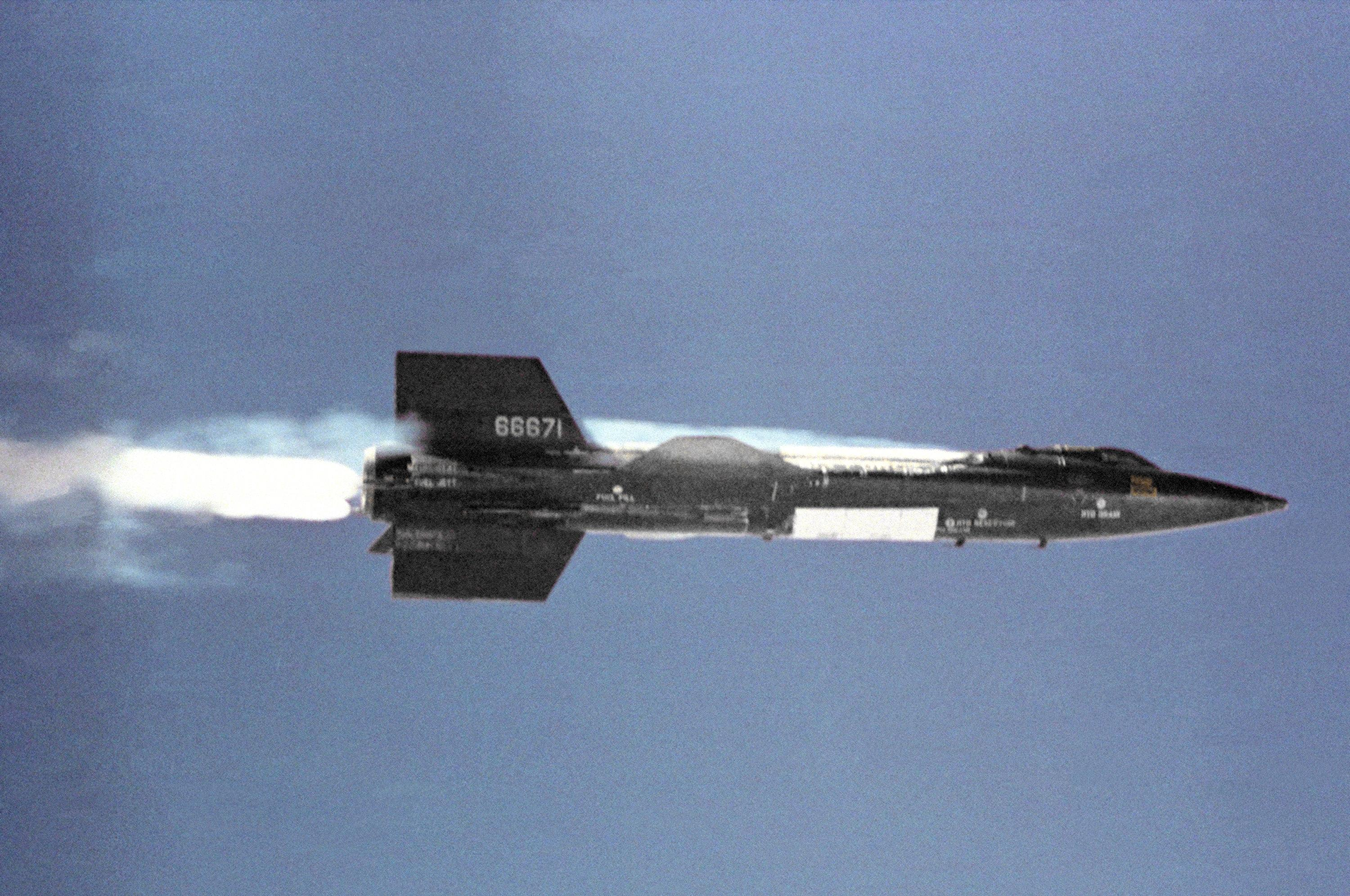
X-15

X-15は、アメリカで開発された高高度極超音速実験機。ノースアメリカン社によって3機が製作された。ジェットエンジンではなくロケットエンジンにより高高度まで上昇可能な能力を持つロケットプレーンであり、この機体で得られた極超音速下での空力特性や熱力学的影響などの研究結果は、やがてはスペースシャトルの開発にまで貢献した。
1963年8月22日に行われた91回目のフライトで、ジョセフ・A・ウォーカーの操る機体がカーマンラインを超えて高度107,960mに到達した。これがX-15計画中の最高到達高度となった。

### スペースシップワン

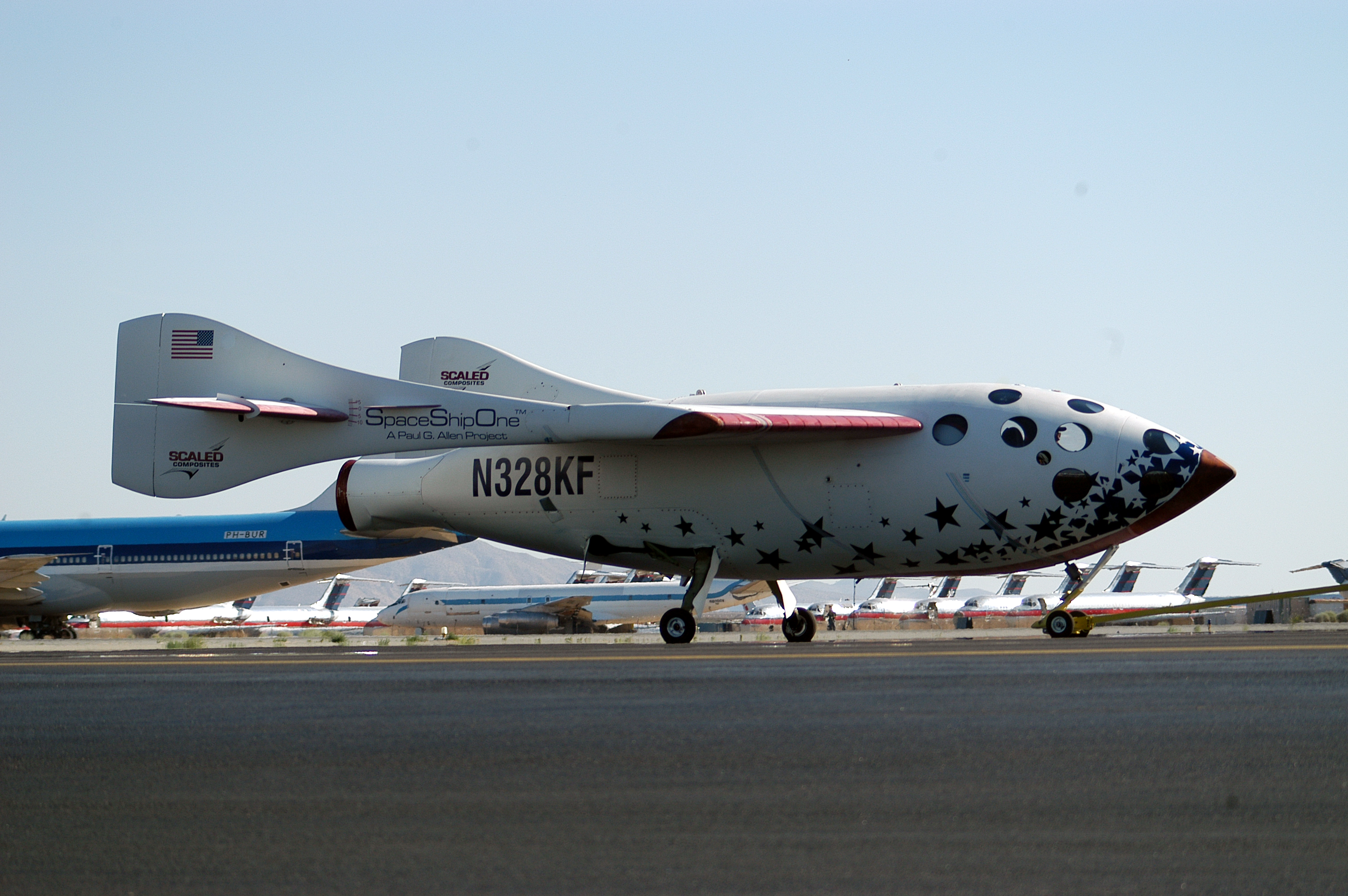
スペースシップワン

スケールド・コンポジッツ社によって開発された有人宇宙船であるスペースシップワンは、2004年6月21日に高度約100 km（カーマン・ライン）の宇宙空間に向けた弾道飛行を成功させ、世界で初めての民間企業による有人宇宙飛行を実現した。

### スペースシップツー
スペースシップワンの後継機であるスペースシップツーは、弾道飛行による宇宙旅行の実現を目指しており、2018年12月に高度82.7kmの有人宇宙飛行を実現した。

### ニューシェパード
ブルーオリジンによって開発された有人宇宙船であるニューシェパードは、同じく弾道飛行による宇宙旅行の実現を目指している。名称は、前述のマーキュリー・レッドストーン3号のアラン・シェパード宇宙飛行士に由来する。2015年11月23日に高度100 km（カーマン・ライン）を超え宇宙空間に向けた初の無人弾道飛行を、次いで2021年7月に有人宇宙飛行を実現した。

## 軌道力学の比エネルギーとの関係
自由落下（ここでの自由落下はただ落下する運動ということではなく、水平投射後に重力の影響を受けて落下する運動である。）中の軌道は軌道方程式で与えられる楕円軌道の一部分として表すことができる。近地点距離は大気も含めた 地球の半径Rよりも小さいため、ここでの軌道の楕円は地球と交差する。この時宇宙船は宇宙に飛び立つことはできない。 長軸は地球に垂直で、半長軸  a は  R '/ 2以上である。 比軌道エネルギー{\displaystyle \epsilon }は以下のように与えられる。
{\displaystyle \varepsilon =-{\mu  \over {2a}}>-{\mu  \over {R}}\,\!}
ここで{\displaystyle \mu \,\!}は標準重力パラメータである。
また、ほとんど常にa < Rが成り立ち、{\displaystyle \epsilon } は周回軌道での最小値{\displaystyle -{\mu  \over {2R}}\,\!}の値より低くなる。
したがって宇宙船をただ単に宇宙空間まで持ち上げるだけの場合と比較して、宇宙空間に行くために余分に必要な比エネルギーは0と{\displaystyle \mu  \over {2R}\,\!}の間である。